# جون ستانيفورد روبنسون
وهو سياسي أمريكي ويعد روبنسون أول حاكم على ولاية فيرمونت الأمريكية ينتمي إلى الحزب الديمقراطي ولد جون ستانيفورد روبنسون في 10تشرين الأول من سنة 1804 كان روبنسون عضوا في مجلس النواب لولاية فيرمونت ما بين عامي 1822 إلى عام 1833 كان روبنسون حاكما على ولاية فيرمون ما بين عام 1853 إلى عام 1854 توفي جون ستانيفورد روبنسون في 25 نيسان من سنة 1860.